# La Moños (película)
La Moños es una película española dirigida por Mireia Ros y estrenada en catalán y castellano en 1997. Nominada a un Premio Goya en 1998, está basada en la historia de una de las mujeres más icónicas de la Barcelona de principios del siglo XX, La Moños, caracterizada por su locura y presencia estrambótica por las calles del barrio del Raval.

## Argumento
La Pepi y la Asuncioneta, dos niñas de un barrio de clase obrera de la Barcelona de los años treinta, están fascinadas por uno de los personajes locales: una loca encantadora a la que su extraño aspecto le ha dado el nombre de La Moños y la ha convertido en una leyenda. Como si fuera un juego, la Pepi, con su ilimitada imaginación, sumerge al espectador en el pasado de La Moños, transformándola en una bella joven que enloqueció de amor.

## Análisis
El film adopta como tópico la mater dolorosa del franquismo —a pesar de estar ambientado en una etapa política previa—, en la que la protagonista decide construir una defensa psicológica y escoge refugiarse en una nueva identidad en lugar de la opción del suicidio. Está concebida, pues, como una historia romántica y mágica con un personaje que tiene características universales. Ros había reconocido que lo que la fascinaba de la Moños era lo que le explicaba su madre; era un ser marginal pero querido por todo el mundo. El personaje de la Pepi está basado en la figura de la madre de Ros, y todas las anécdotas que se explican son las historias que le contaba cuando ella era una niña

## Producción
Mireia Ros contó con Marta Figueras en la producción y ambas tardaron seis años en sacar adelante el proyecto. El modisto Adolfo Domínguez también contribuyó con una inyección financiera que permitió iniciar el rodaje con un presupuesto total de 160 millones de pesetas.
Con un presupuesto modesto, Ros intentó recrear el espíritu de la época de los años 30 y huir de la modernidad tecnológica para acercarse a un cine más artesanal. Todos los exteriores que aparecen en la película son naturales y no se utilizó ninguna maqueta. La Rambla de Barcelona, el Palacio Real de Pedralbes y la ciudad de Granollers (para ambientar la fábrica y el barrio) son algunos de los marcos en los que se llevó a cabo el rodaje.
A pesar de haber dirigido un corto documental Un adiós a Steve McQueen (1981), Ros hizo el salto al largometraje con La Moños: «Yo no quería dirigir; ni me lo había planteado. Tan solo quería explicar la historia de la Moños. Pero hicimos aquella película, y descubrí que esto de dirigir me gustaba.»

## Reparto
| Actor / actriz original | Personaje          |
| ----------------------- | ------------------ |
| Julieta Serrano         | La Moños           |
| Eufemia Roman           | Lolita             |
| Carles Sabater          | Alejo              |
| Anabel Alonso           | Bella Mabel        |
| Montserrat Salvador     | Marquesa de Parera |
| Claudia Molina          | Pepi               |
| Aynabel Llort           | Asuncioneta        |
| Carlos Ballesteros      | Marqués de Parera  |
| Francesc Orella         | Ricardo            |
| Pep Guinyol             | Goloso             |

Mireia Ros realiza también un cameo como cupletista.

## Premios y nominaciones
- 1997 – Nominación a Mejor director novel en el Festival Internacional de Chicago, por Mireia Ros[8]
- 1998 – Nominación Goya al mejor director novel, por Mireia Ros[9]